# Dipluridae

Distribución de los ojos de Masteria petrunkevitchi.

Los diplúridos (Dipluridae) son una familia de arañas del suborden Mygalomorphae, única representante de la superfamilia de los dipluroideos (Dipluroidea). En inglés se conocen como funnel-web tarantulas, que puede traducirse como  araña tela de embudo.  Este grupo de arañas tienen dos pares de filotráqueas o pulmones laminares, y quelíceros (colmillos) que al moverse de arriba abajo les sirven para apuñalar a sus presas. Antes se incluía en esta familia a Atrax robustus, aunque ahora se clasifica en la familia Hexathelidae.

## Biología
Los miembros de esta familia suelen elaborar sus telarañas en forma de túneles o embudos. Algunos construyen madrigueras forradas de seda en vez de telarañas propiamente dichas (Diplura, Trechona, algunas especies de Linothele). Generalmente construyen sus refugios en grietas del suelo, en la corteza de los árboles, bajo los troncos o en camas de hojas.

## Distribución

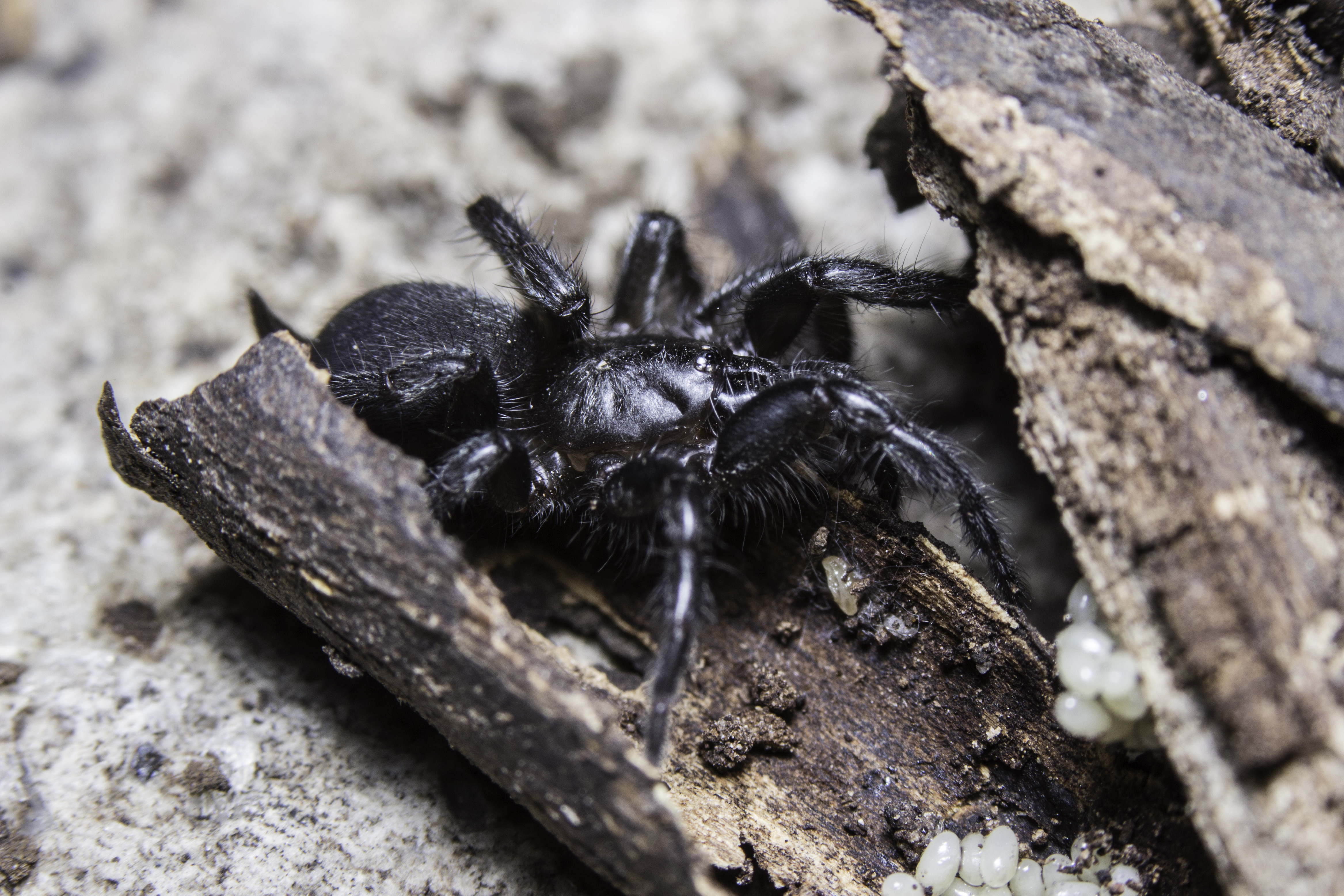
Ejemplar de Euagrus en Guadalajara, Jalisco, México.

Los diplúridos se encuentran en casi cualquier ecosistema tropical del planeta. La mayoría en América del Sur y Central. Muchos en la región Australiana. El género Indothele se  encuentra en India y Sri Lanka. Ischnothele es una género neotropical, pero una de sus especies reside en la India. Varios géneros son de origen Africano, con el  Thelechoris también presente en Madagascar. 
El género más común en Estados Unidos es Euagrus, que construye su red bajo las piedras de los cañones húmedos. Abunda en áreas como las  Montañas Chiricahua de Arizona.
Leptothele y Phyxioschema suthepium son endémicos de Tailandia, y las especies de Phyxioschema se encuentran en Asia Central. Masteria está ampliamente distribuida, con especies originarias de lugares como América Central, Fiyi, las Filipinas, Queensland y Nueva Guinea.

## Peligrosidad potencial
No existen pruebas acerca de la toxicidad del veneno de los diplúridos, aunque lo sensato es evitar el contacto directo con los miembros de mayor tamaño (Diplura sp., Harmonicon sp., Linothele sp., y Trechona sp.).[cita requerida]
El muy  venenoso  género Atrax se solía incluir en esta familia, pero actualmente pertenece a Hexathelidae.

## Géneros
Raven, R. J. y Coyle, F. A. reconocen cuatro subfamilias:
- Subfamilia Diplurinae Simon, 1889

- Clostes Menge, 1869 † — fósil, Eoceno ámbar Báltico
- Cretadiplura Selden, 2005 † — fósil, Cretácico Inferior
- Dinodiplura Selden, 2005 † — fósil, Cretácico Inferior
- Diplura C. L. Koch, 1850 — Sudamérica, Cuba
- Harmonicon F. O. P-Cambridge, 1896 — [Guiana Francesa]], Brasil
- Linothele Karsch, 1879 — Sudamérica
- Trechona C. L. Koch, 1850 — Sudamérica

- Subfamilia  Euagrinae Raven, 1979

- Allothele Tucker, 1920 — África
- Australothele Raven, 1984 — Australia
- Caledothele Raven, 1991 — Australia
- Carrai Raven, 1984 — Nueva Gales del Sur (Australia)
- Cethegus Thorell, 1881 — Australia
- Euagrus Ausserer, 1875 — del sur de Estados Unidos a Costa Rica, Sudáfrica, Taiwán
- Microhexura Crosby & Bishop, 1925 — Estados Unidos
- Namirea Raven, 1984 — Australia
- Phyxioschema Simon, 1889 — Asia Central
- Stenygrocercus Simon, 1892 — Nueva Caledonia

- Subfamilia  Ischnothelinae F. O. Pickard-Cambridge, 1897

- Andethele Coyle, 1995 — Perú
- Indothele Coyle, 1995 — India
- Ischnothele Ausserer, 1875 — de México a Argentina, Caribe, India
- Lathrothele Benoit, 1965 — África
- Thelechoris Karsch, 1881 — África, Madagascar

- Subfamilia  Masteriinae Simon, 1889

- Chilehexops Coyle, 1986 — Chile, Argentina
- Masteria L. Koch, 1873 — Caribe, América Central y el sur, Oceanía, Australia
- Striamea Raven, 1981 — Colombia

- incertae sedis

- Leptothele Raven & Schwendinger, 1995 — Tailandia
- Troglodiplura Main, 1969 — Australia